# Dudley Ryder (1. hrabia Harrowby)
Dudley Ryder, 1. hrabia Harrowby (ur. 22 grudnia 1762 w Londynie, zm. 26 grudnia 1847 w Sandon Hall w Staffordshire), brytyjski arystokrata i polityk, członek stronnictwa torysów, minister w rządach Williama Pitta Młodszego, księcia Portland, Spencera Percevala, lorda Liverpoola i George’a Canninga.

## Życiorys
Był najstarszym synem Nathaniela Rydera, 1. barona Harrowby, i Elizabeth Terrick, córki wielebnego Richarda Terricka. Wykształcenie odebrał w Harrow School oraz w St John’s College na Uniwersytecie Cambridge . W 1784 r. został wybrany do Izby Gmin jako reprezentant okręgu Tiverton. Reprezentował ten okręg do 1803 r., kiedy to po śmierci ojca odziedziczył tytuł 2. barona Harrowby i zasiadł w Izbie Lordów.
W 1789 r. Ryder otrzymał stanowisko podsekretarza stanu w Ministerstwie Spraw Zagranicznych. W latach 1790–1791 był kontrolerem Dworu Królewskiego i wiceprzewodniczącym Zarządu Handlu. Następnie został płacmistrzem armii. W latach 1800–1801 był skarbnikiem floty. W 1804 r. otrzymał stanowisko ministra spraw zagranicznych. W latach 1805–1806 był Kanclerzem Księstwa Lancaster. W późniejszych latach był wysyłany z misjami dyplomatycznymi na dwory władców Austrii, Rosji i Prus.
Za swoje zasługi Harrowby otrzymał w 1809 r. tytuły hrabiego Harrowby i wicehrabiego Sandon. W 1809 r. stanął na krótko na czele Rady Kontroli. Następnie był ministrem bez teki. W latach 1812–1827 był Lordem Przewodniczącym Rady. Po śmierci George’a Canninga w 1827 r. król Jerzy IV zaoferował Harrowby’emu stanowisko premiera, ale ten odmówił. Nigdy już nie sprawował żadnego stanowiska państwowego.
Pomimo swoich związków ze stronnictwem torysów, Harrowby popierał postulaty reformatorskie. Głosował za równouprawnieniem katolików, reformą wyborczą 1832 r., popierał także likwidację niewolnictwa. Zmarł w 1847 r.

## Życie prywatne
30 lipca 1795 r. poślubił lady Susan Leveson-Gower (ok. 1771 – 26 maja 1838), córkę Granville’a Levesona-Gowera, 1. markiza Stafford, i lady Susanny Stewart, córki 6. hrabiego Galloway. Dudley i Susan mieli razem trzech synów i pięć córek:
- Louisa Elizabeth Ryder (zm. 9 stycznia 1899), żona George’a Fortescue, miała dzieci
- Harriet Charlotte Sophia Ryder (zm. 26 września 1899), żona lorda Charlesa Herveya, miała dzieci
- Mary Ryder (zm. 5 sierpnia 1900), żona admirała Edwarda Saurina, nie miała dzieci
- Susan Ryder (20 czerwca 1796 – 30 lipca 1827), żona Hugh Fortescue, 2. hrabiego Fortescue, miała dzieci
- Dudley Ryder (19 maja 1798 – 19 listopada 1882), 2. hrabia Harrowby
- Granville Dudley Ryder (26 listopada 1799 – 24 listopada 1879)
- Georgiana Elizabeth Ryder (ok. 1804 – 22 sierpnia 1884), żona Johna Stuarta-Wortleya-Mackenzie’ego, 2. barona Wharncliffe, miała dzieci
- Frederick Dudley Ryder (11 lipca 1806 – 19 listopada 1882), ożenił się z Marian Cokayne, miał dzieci